# کارزان
کارزان، شهری در بخش کارزان شهرستان سیروان در استان ایلام ایران است. این شهر، مرکز بخش کارزان است.
این شهر از بهم پیوستن دو روستای چشمه پهن و چشمه رشید تشکیل شده است.

## جمعیت
بر پایه سرشماری عمومی نفوس و مسکن در سال ۱۳۹۵، جمعیت شهر کارزان برابر با ۶۵۷ نفر (۱۹۲ خانوار) بوده است.